# La festa di compleanno di Topolino
La festa di compleanno di Topolino (Mickey's Birthday Party) è un film del 1942 diretto da Riley Thomson. È un cortometraggio animato della serie Mickey Mouse, prodotto dalla Walt Disney Productions e uscito negli Stati Uniti il 7 febbraio 1942, distribuito dalla RKO Radio Pictures. Nel 1978 fu inserito in versione ridotta nel film di montaggio Buon compleanno Topolino.
Il corto è un remake del cortometraggio in bianco e nero Il compleanno di Topolino (1931). Rispetto al cast originale vengono aggiunti Paperino, Pippo e Chiquita, che allora non esistevano ancora. È stato trasmesso in TV anche come La festa per il compleanno di Topolino.

## Trama
Topolino arriva a casa di Minni e scopre che lei e gli altri suoi amici hanno organizzato una festa a sorpresa per il suo compleanno, così tutti suonano, ballano e si divertono. Nel frattempo Pippo cerca di cuocere una torta. Dopo aver bruciato tre torte, decide di comprarne una ma, mentre la porta al festeggiato, cade e la lancia addosso a Topolino.

## Distribuzione
Il corto uscì in Italia nel 1959 per essere incluso in lingua originale nel programma Pluto, Paperino e Pippo alla riscossa, riedito nel 1975. Nel 1978 il cortometraggio fu incluso, sempre in lingua originale, nel film di montaggio Buon compleanno, Topolino, senza però buona parte delle scene di Pippo. Il corto fu poi doppiato nel 1993 dal Gruppo Trenta in collaborazione con Angriservices Edizioni per la pubblicazione nel tredicesimo volume della collana di videocassette VideoParade ed è stato usato in TV, nonché in tutte le successive pubblicazioni home video. Un ridoppiaggio è stato eseguito nel 2012 dalla Royfilm per il programma Topolino che risate ed è stato incluso su Disney+ il 24 marzo 2020.

### Edizioni home video

#### VHS
- VideoParade vol. 13 (dicembre 1993) [6]

#### DVD
Il cortometraggio è incluso nel DVD Walt Disney Treasures: Topolino star a colori - Vol. 2.